# Biografen Möllan
Biografen Möllan är en biograf sedan 1959 med 289 sittplatser på Göteborgsvägen 19 i Mölndal som drivs av Kulturhuset Möllan AB. Kulturhuset Möllan ligger i Mölndals Folkets hus vid stadshusplanen i Mölndal. I byggnaden finns också Café Möllan och konferensmöjligheter.  
Den 2 maj 2013 beviljade Mölndals kommunstyrelse ett bidrag på 150 000 kronor som delfinansiering för modernisering och digitalisering av biografen.